# Martha Wells
Martha Wells (Fort Worth, Texas; 1 de septiembre de 1964) es una escritora estadounidense de ficción especulativa. Ha publicado varias novelas de fantasía, novelas para jóvenes, productos licenciados en medios, historias cortas y ensayos de no ficción y de fantasía y ciencia ficción. Sus novelas han sido traducidas a ocho lenguas. Wells ha ganado un premio Nébula, cuatro premios Hugo y dos premios Locus.

## Biografía
Nació en 1964 en Fort Worth (Texas). Estudió en la Universidad de Texas A&M, implicándose en el fandom de ciencia ficción/fantasía del campus. Asistió a clases de escritura creativa impartidas por Steven Gould. Se graduó (B.A.) en antropología en dicha universidad. Actualmente vive en College Station, Texas con su marido.
En 2017 fue elegida presidenta de la convención de ciencia ficción AggieCon.

## Trayectoria
Cuando era una aspirante a escritora, Wells asistió a muchos talleres y convenciones locales de escritura, incluyendo el taller para escritores de la ciudad de Turquía impartido por Bruce Sterling. También ha impartido talleres de escritura en ArmadilloCon, WorldCon, ApolloCon, Writespace Houston, y fue invitada especial de taller en la FenCon de 2018.
Wells fue la maestra de ceremonias en la Convención Mundial de Fantasía en 2017, donde pronunció un discurso llamado "Desentierra el futuro" sobre las creadoras marginalizadas en la historia de la ciencia ficción y la fantasía, las películas y otros medios, y la supresión deliberada de la existencia de dichas creadoras. El discurso tuvo muy buena acogida y generó una interesante discusión. 

## Carrera literaria
Debutó profesionalmente con la novela El fuego elemental (The Element of Fire), publicada por Tor Books en 1993. La obra fue finalista del premio Compton Crook y del premio William L. Crawford de fantasía otorgado por la International Association for the Fantastic in the Arts (IAFA). A esta siguió City of Bones (1995), una novela independiente que recibió una crítica destacada en el Publishers Weekly y una crítica excelente en Kirkus Reviews, y apareció en 1995 en la lista recomendada de fantasía de Locus Magazine. Su tercera obra, La muerte del nigromante (The Death of the Necromancer, 1998) fue finalista al premio Nébula a la mejor novela de 1998. Tanto El fuego elemental como La muerte del nigromante son novelas independientes que tienen lugar en el país de Ile-Rien. Posteriormente, Wells desarrolló en el mismo escenario la trilogía de la caída de Ile-Rien (Fall of Ile-Rien), compuesta por The Wizard Hunters (2003), The Ships of Air (2004) y The Gate of Gods (2005). Su cuarta obra fue la novela de fantasía independiente Wheel of the Infinite (2000). En 2006, publicó una edición revisada de El fuego elemental.
Entre sus cuentos de fantasía se encuentra "The Potter's Daughter", incluido en la antología Elemental (2006), y que fue seleccionado para aparecer en The Year's Best Fantasy #7 (2007). Esta historia presenta uno de los personajes principales de El fuego elemental. Otros tres cuentos, que preceden cronológicamente a la trilogía Fall of Ile-Rien, fueron publicados en la revista Black Gate Magazine entre 2007 y 2008.
Su serie de fantasía más longeva es la de Los libros de los Raksura (The Books of the Raksura), formada por cinco novelas y dos colecciones de relatos publicadas todas por Night Shade Books: The Cloud Roads (2011), The Serpent Sea (2012), The Siren Depths (2012), Stories of the Raksura Vol 1: The Falling World & The Tale of Indigo and Cloud (2014), Stories of the Raksura Vol 2: The Dead City & The Dark Earth Below (2015), The Edge of Worlds (2016), y The Harbors of the Sun (2017). La serie fue finalista al premio Hugo a la mejor serie en 2018 y la novela The Edge of Worlds fue reseñada positivamente por N. K. Jemisin en el periódico New York Times.
Wells también ha escrito dos novelas juveniles de fantasía: Emilie and the Hollow World y Emilie and the Sky World, publicadas por Angry Robot/Strange Chemistry en 2013 y 2014.
Además, ha escrito productos licenciados de franquicias cinematográficas y televisivas, incluyendo las novelas situadas en el universo de Stargate Atlantis Reliquary (2006) y Entanglement (2007), así como un relato dentro del de Stargate SG-1, titulado "Archaelogy 101" que publicó en el número 8 (enero/febrero de 2006) de la revista oficial de Stargate. También ha participado en el universo de Star Wars con la novela Empire and Rebellion: Razor's Edge (2013).
En 2016, el sello editorial Tor.com Publising anunció la adquisición de dos libros de una nueva serie de ciencia ficción escrita por Wells, llamada Los diarios de Matabot (The Murderbot Diaries en el original en inglés). La serie trataba sobre "un droide de seguridad encargado de proteger a un equipo de científicos de una expedición a un nuevo planeta". El título de la serie alude al apodo de su robot protagonista (Murderbot, traducido al español como  "Matabot"). El primero de los libros de la serie, la novela corta Sistemas críticos ✍ (All Systems Red) vio la luz en mayo de 2017. La obra logró un gran éxito, por lo que Wells y Tor.com decidieron ampliar la serie con otros dos títulos a aparecer en 2018, además del ya anunciado. La obra recibió durante 2018 los premios Nébula, Locus y Hugo en la categoría de mejor novela corta, además de ser finalista en el premio Philip K. Dick. También recibió uno de los premios Alex que otorga la American Library Association a los "10 mejores libros para adultos que atraen al público adolescente". En mayo de 2018 alcanzó el número 8 en la lista de ventas de audiolibros del periódico The New York Times.
En 2018, Wells publicó las tres continuaciones de The Murderbot Diaries: Condición artificial ✍ (mayo de 2018), Rogue Protocol ✍ (agosto de 2018) y Exit Strategy ✍ (octubre de 2018). Wells volvió ganar los premios Locus y Hugo a la mejor novela corta en 2019 y a ser finalista al Nébula en la misma categoría gracias a Condición artificial ✍, mientras que Rogue Protocol ✍ quedó el tercero en dicha categoría del premio Locus y Exit Strategy ✍ fue finalista al premio BSFA en la categoría de mejor ficción breve. La autora y la editorial han anunciado una novela larga adicional protagonizada por Murderbot, que sería publicada en mayo de 2020 bajo el título de Network Effect.
Durante 2018, Wells fue la jefa del equipo de redacción y la escritora principal de la nueva expansión Dominaria del juego de cartas Magic: El encuentro.
Wells es conocida por crear sociedades realísticamente detalladas, que suele atribuirse a su historial académico en antropología.

## Obras

### Novelas
| Serie Ile-Rien - El fuego elemental ✍ (1993) - La muerte del nigromante ✍ (1998) - Trilogía The Fall of Ile-Rien - The Wizard Hunters (2003) - The Ships of Air (2004) - The Gate of Gods (2005) Serie The Books of the Raksura - The Cloud Roads (2011) - The Serpent Sea (2012) - The Siren Depths (2012) - The Edge of Worlds (2016) - The Harbors of the Sun (2017) | Serie Emilie - Emilie and the Hollow World (2013) - Emilie and the Sky World (2014) Serie The Murderbot Diaries - Sistemas críticos (2017) - Condición artificial (2018) - Rogue Protocol (2018) - Exit Strategy (2018) - Network Effect (2020) - Fugitive Telemetry (2021) - System Collapse (2023) - The Future of Work: Compulsory - Home: Habitat, Range, Niche, Territory - Rapport: Friendship, Solidarity, Communion, Empathy | Novelas independientes - City of Bones (1995) - Wheel of the Infinite (2000) Universo Star Wars - Empire and Rebellion: Razor's Edge (2013) Universo Stargate - Stargate Atlantis: Reliquary (2006) - Stargate Atlantis: Entanglement (2007) |

### Colecciones de relatos
- Between Worlds: The Collected Ile-Rien and Cineth Stories (2015)
- Stories of the Raksura Vol 1: The Falling World & The Tale of Indigo and Cloud (2014)
- Stories of the Raksura Vol 2: The Dead City & The Dark Earth Below (2015)

## Premios y reconocimientos
Wells ha ganado en total varios premios mayores de literatura fantástica o especulativa, entre los que se encuentran los premios Hugo a la mejor novela  por Network Effect,  y a la mejor serie por The Murderbot Diaries, ambos obtenidos en 2021. En la categoría de mejor novela corta de este certamen, de tres veces que ha sido finalista en ellos ha sido ganadora en dos ocasiones. Es ganadora también de dos premios Nébula (4 veces finalista) y tres premios Locus (6 veces finalista). Además, ha ganado un premio Alex otorgado por la American Library Association, y ha sido finalista en los premios Compton Crook, William L. Crawford de fantasía de la IAFA, Philip K. Dick y BSFA. Su obra ha aparecido en la lista de lecturas recomendadas de la revista Locus Magazine en varias ocasiones, y ha sido seleccionada por los lectores de la revista Romantic Times.
Su palmarés como escritora incluye los siguientes premios y nominaciones:
| Año  | Obra                         | Premio                                                         | Resultado | Refs.         |
| ---- | ---------------------------- | -------------------------------------------------------------- | --------- | ------------- |
| 1994 | The Element of Fire          | Premio Crawford                                                | Finalista | [ 3 ]         |
| 1994 | The Element of Fire          | Premio Compton Crook                                           | Finalista | [ 3 ]         |
| 2003 | The Element of Fire          | Premio Imaginales                                              | Nominada  |               |
| 1998 | The Death of the Necromancer | Premio Nébula a la mejor novela                                | Finalista | [ 10 ]        |
| 2002 | The Death of the Necromancer | Premio Imaginales                                              | Nominada  |               |
| 2017 | All Systems Red              | Premio Nébula a la mejor novela corta                          | Ganadora  | [ 22 ]        |
| 2018 | All Systems Red              | Premio Philip K. Dick                                          | Finalista | [ 25 ]        |
| 2018 | All Systems Red              | Premio Romantic Times Reviewers' Choice (cat. ciencia ficción) | Nominada  |               |
| 2018 | All Systems Red              | Premio Alex                                                    | Ganadora  | [ 26 ]        |
| 2018 | All Systems Red              | Premio Locus a la mejor novela corta                           | Ganadora  | [ 23 ]        |
| 2018 | All Systems Red              | Premio Hugo a la mejor novela corta                            | Ganadora  | [ 24 ]        |
| 2018 | The Books of the Raksura     | Premio Hugo a la mejor serie de novelas                        | Finalista | [ 24 ]        |
| 2018 | Exit Strategy                | Premio BSFA a la mejor ficción breve                           | Finalista | [ 33 ]        |
| 2018 | Artificial Condition         | Premio Nébula a la mejor novela corta                          | Finalista | [ 32 ]        |
| 2019 | Artificial Condition         | Premio Locus a la mejor novela corta                           | Ganadora  | [ 31 ]        |
| 2019 | Artificial Condition         | Premio Hugo a la mejor novela corta                            | Ganadora  |               |
| 2019 | Rogue Protocol               | Premio Locus a la mejor novela corta                           | 3ª        | [ 41 ] [ 3 ]  |
| 2020 | Network Effect               | Premio Nébula a la mejor novela                                | Ganadora  | [ 42 ] [ 43 ] |
| 2021 | Network Effect               | Premio Locus a la mejor novela de ciencia ficción              | Ganadora  | [ 44 ]        |
| 2021 | Network Effect               | Premio Hugo a la mejor novela                                  | Ganadora  | [ 38 ] [ 39 ] |
| 2021 | The Murderbot Diaries        | Premio Hugo a la mejor serie de novelas                        | Ganadora  | [ 38 ] [ 39 ] |